# Schlacht bei Elasa
Die Schlacht bei Elasa war eine im 2. Jahrhundert v. Chr. stattgefundene Auseinandersetzung zwischen den Seleukiden und jüdischen Makkabäern auf dem Höhepunkt des makkabäischen Aufstandes bei dem judäischen Ort Elasa.

## Hintergrund
Der seleukidische König Demetrios I. Soter startete 160 v. Chr. einen neuen Feldzug im Osten seines Reiches und überließ seinem General Bakchides 20.000 Mann Infanterie und 2.000 Reiter, um den Westen des Landes zu befrieden. Er wurde damit beauftragt, das abtrünnige hasamidische Königreich zu erobern. Bakchides marschierte umgehend mit seinen Truppen von Galiläa nach Judäa, um die Hauptstadt der Makkabäer, Jerusalem, zu erobern. Nachdem Bakchides mit der Belagerung der Stadt begonnen hatte, entschloss sich der geistige und politische Anführer der Makkabäer, Judas Makkabäus, die seleukidische Armee in einer Feldschlacht in der unwegsamen Umgebung Jerusalems zu stellen.

## Die Schlacht
Judas Makkabäus konnte nur wenige von seinen Anhängern davon überzeugen, die Seleukiden in einer offenen Feldschlacht anzugreifen. Mit etwa eintausend seiner Getreuen wagte er dennoch den Ausbruch aus der belagerten Stadt. Aufgrund seiner wenigen Truppen ignorierte Judas die seleukidische Infanterie, die sich in langsamer unflexibler Phalanxformation bewegte. Sein Ziel war die Tötung von Bakchides, der mit seiner Kavallerie am rechten Flügel der seleukidischen Armee ritt.
Judas gelang es, den rechten Flügel der seleukidischen Armee ins unwegsame, hügelige Terrain vor den Mauern der Stadt zu locken. Die vorgebliche Flucht der Seleukiden war jedoch offenbar ein Täuschungsmanöver von Bakchides. Die Kavallerie auf der linken Seite vereinigte sich schließlich mit den Reitern um Bakchides und Judas wurde mit seinen Anhängern von der seleukidischen Übermacht mit vielen seiner Soldaten getötet.

## Folgen
Die Seleukiden konnten nach dem Sieg kurzfristig ihre Autorität in Judäa wiederherstellen. Die Brüder von Judas, Jonatan und Simon, kämpften jedoch weitere Schlachten mit dem seleukidischen General. Nach mehreren Jahren verlustreicher Kämpfe für beide Seiten, konnte Simon die Herrschaft über Judäa erringen und die Seleukiden vertreiben. Seine Nachfolger schufen die Dynastie der Hasmonäer, die aufgrund von internen Machtkämpfen nur etwa einhundert Jahre existieren sollte.

## Nachweise
- Bezalel Bar-Kochva: The Seleucid Army. Cambridge University Press, 1976, ISBN 0-521-20667-7.